# 히라바야시역 (니가타현)
히라바야시역(일본어: 平林駅)은 일본 니가타현 무라카미시에 위치한 동일본 여객철도 우에쓰 본선의 철도역이다. 상대식 승강장 2면 2선의 구조를 갖춘 지상역이다.

## 타는 곳
| (서측) | ■ 우에쓰 본선 | 하행 | 무라카미 방면               |
| (동측) | ■ 우에쓰 본선 | 상행 | 시바타 · 니쓰 · 니가타 방면 |

## 역 주변
- 국도 제7호선

## 역사
- 1950년 : 히라바야시 가승강장으로서 개설.
- 1952년 5월 15일 : 히라바야시역으로 승격.
- 1972년 9월 1일 : 수하물 및 소하물의 취급 폐지, 무인화.
- 1987년 4월 1일 : 일본국유철도 분할 민영화에 의해, 동일본 여객철도가 승계.
- 2000년 11월 15일 : 동쪽 출구를 신설.
- 2012년 5월 1일 : 명예 역장을 배치.

## 인접 역
| 동일본 여객철도 우에쓰 본선 | 동일본 여객철도 우에쓰 본선 | 동일본 여객철도 우에쓰 본선 |
| --------------------------- | --------------------------- | --------------------------- |
| 사카마치 니쓰 방면          | ■ 우에쓰 본선               | 이와후네마치 아키타 방면    |